# Rémy Belleau
Rémy Belleau (Rémi Belleau, * 1528 in Nogent-le-Rotrou; † 6. März 1577 in Paris) war ein französischer Dichter der Renaissance.
Der Protegé des Abbé Christophe de Choiseul hatte am Collège von Boncourt Unterricht bei Marc Antoine Muret und George Buchanan. Er schloss sich dem Fürstenhaus Guise an und begleitete 1557 René de Lorraine-Guise auf einem Feldzug nach Neapel. Von 1563 bis 1566 lebte er in Joinville als Berater der Guisen und Lehrer von Charles I. de Lorraine, duc d’Elbeuf.
1556 veröffentlichte er eine Übersetzung der Oden der Anakreon, die ihm einen Platz in der von Pierre de Ronsard, Joachim du Bellay und anderen 1549 gegründeten Dichtergruppe La Pléiade sicherte. Seine vom Aufenthalt auf Schloss Guise inspirierte Sammlung von Sonetten, Hymnen und Liebesgedichten La Bergerie (1565) brachten ihm den Ruf eines Naturmalers. In Les Amours et nouveaux échanges des pierres précieuses beschrieb er im Stil mittelalterlicher Lapidarien exotische Steine und ihre geheimen Kräfte.
1577 erschien die auf Plautus’ Casina basierende Verskomödie La Reconnue. Daneben verfasste Belleau auch lateinische Werke, darunter das burleske Poema macaronicum (1570). Eine Gesamtausgabe seiner Gedichte erschien in Paris ein Jahr nach seinem Tode. 1867 veröffentlichte A. Gouverneur eine Gesamtausgabe seiner Werke.